# Medscape
Medscape je internetski izvor informacija za liječnike i druge djelatnike u zdravstvenom sustavu. Nudi pregledane izvorne članke o zdravstvu, CME, prilagođenu inačicu MEDLINE baze podataka Nacionalne knjižnice medicine SAD-a, dnevne vijesti vezane uz zdravstvo, praćenje značajnih konferencija te informacije o lijekovima. Sav sadržaj javno je dostupan besplatno, iako je potrebna registracija.

## Vanjske poveznice
- Službena web stranica